# الانتحار بين الأفراد المصابين بالتوحد

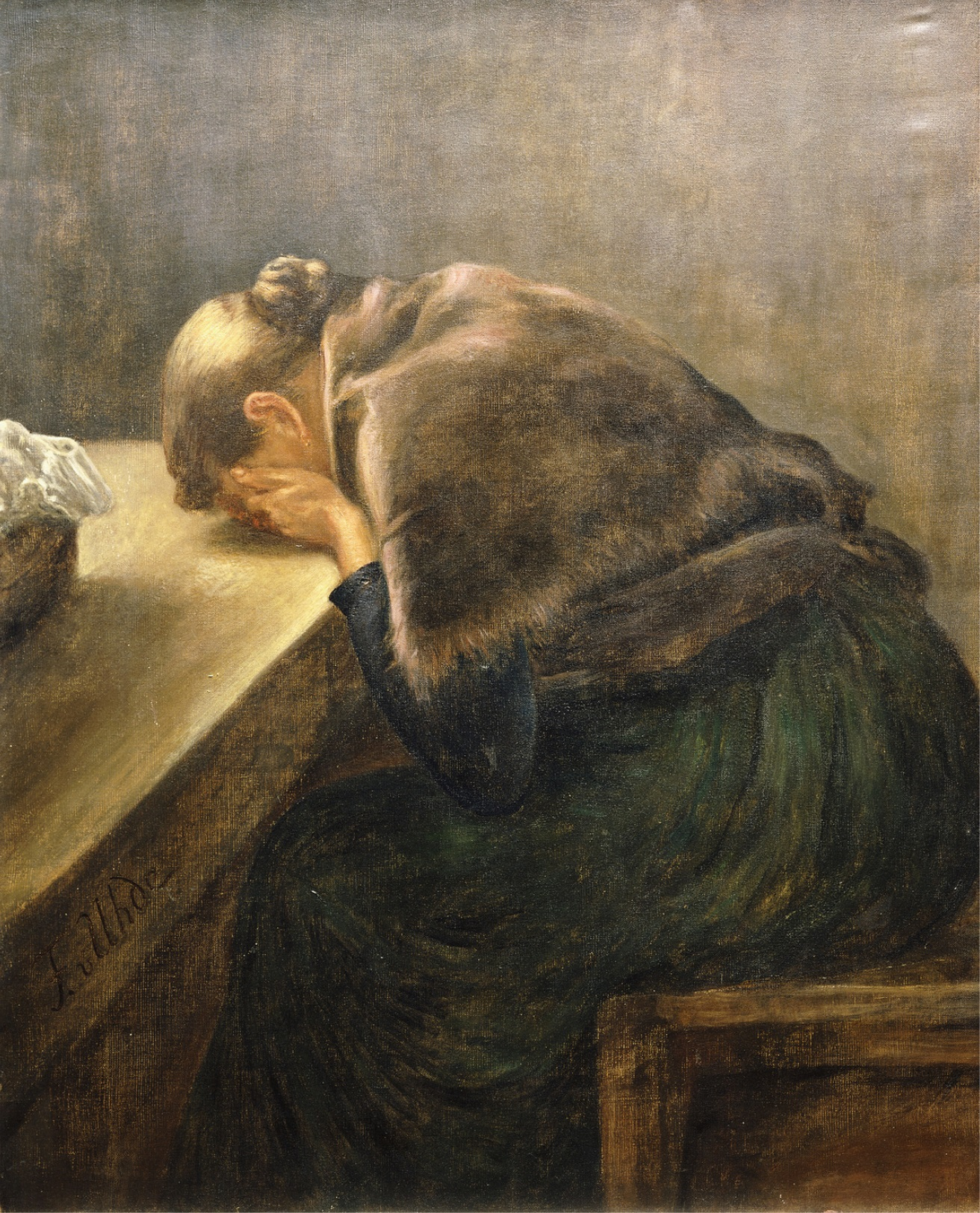
تمثيل الألم الأخلاقي.

الانتحار بين الأفراد المصابين بالتوحد كان موضوعًا لبحوث علمية متزايدة، خصوصًا منذ أواخر العقد الثاني من القرن الحادي والعشرين. وقد حددت الدراسات انتشارًا أعلى بكثير للأفكار الانتحارية ومحاولات الانتحار لدى هذه الفئة، سواء بين القاصرين أو البالغين، بما في ذلك من خلال طلبات الانتحار بمساعدة الغير. يُقدّر معدّل الوفيات بالانتحار بين الأفراد المصابين بالتوحد بأنه أعلى بثلاثة إلى سبعة أضعاف مقارنةً بعامة السكان، مع وجود تباين بين الدول.
وتجري حاليًا دراسة الأسباب الكامنة وراء هذا الخطر المتزايد. وغالبًا ما تشير روايات الناجين إلى مشاعر التقبّل كعبء، وصراعات داخلية تتعلّق بالتوحد، وصدمات نفسية، وإرهاق ناتج عن إخفاء سمات التوحد في السياقات الاجتماعية. وتشمل عوامل الخطر الإضافية التعرض للتنمّر، والتشخيص المتأخر، والقدرة الفكرية العالية. وغالبًا ما تكون هذه المخاطر غير معترف بها من قبل الأطباء والأسر. وقد أثار العدد الكبير من طلبات الانتحار بمساعدة الغير من قبل الأفراد المصابين بالتوحد في دول مثل بلجيكا وهولندا نقاشًا حول كفاية أنظمة الدعم الاجتماعي والرعاية الصحية الخاصة بهم.
وتشير الأدلة إلى أن تعزيز احترام الذات وزيادة الإدماج الاجتماعي يمكن أن يُسهم في تقليل خطر الانتحار لدى المصابين بالتوحد.

## الإحصاءات والحقائق

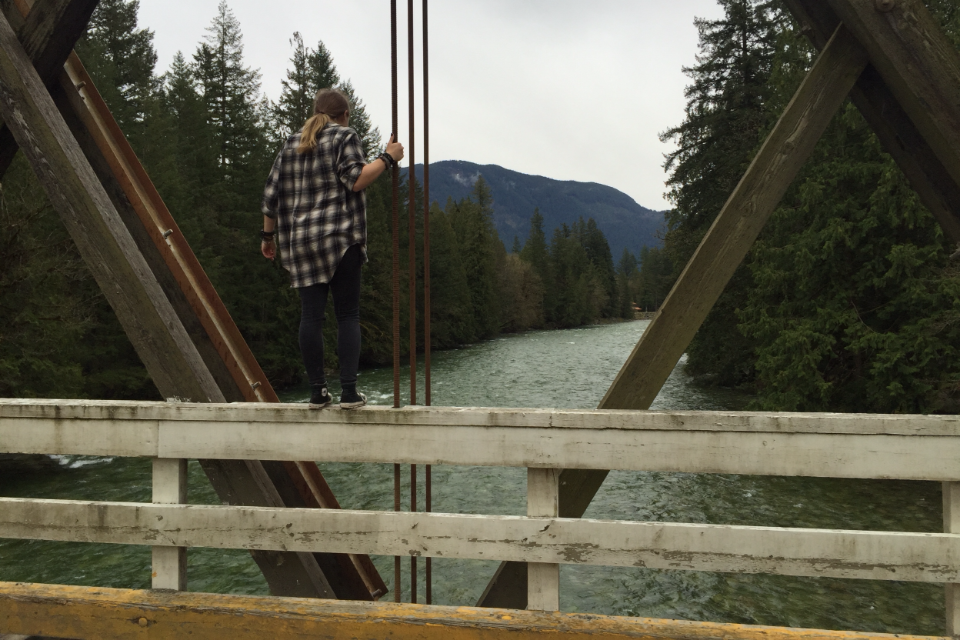
فتاة صغيرة على حافة الجسر.

يُعترف على نطاق واسع بأن معدّل الانتحار بين الأفراد المصابين بالتوحد أعلى بكثير من بين عامة السكان، ويُعدّ أحد الأسباب الرئيسة للوفاة في هذه الفئة. وتختلف المعدلات المُبلغ عنها حسب المنهجية المُستخدمة والدولة التي أجريت فيها الدراسة. ويعود جزء من هذا التفاوت إلى اختلاف أدوات القياس، خصوصًا تلك التي لا تفرّق بين محاولات الانتحار والسلوكيات المؤذية الذاتية غير الانتحارية.
وقد أبلغت عدة دراسات أُجريت بين عامي 2014 و2017، خصوصًا في المملكة المتحدة، عن معدلات انتحار أعلى بنحو ست مرات بين الأفراد المصابين بالتوحد مقارنة بعامة السكان. ووجدت دراسة سويدية في عام 2016 أن المعدل أعلى بـ 7.5 مرة. ووفقًا لتقرير عام 2017 صادر عن المعهد الوطني للصحة العامة في كيبك، كان معدّل الانتحار بين الشباب المصابين بالتوحد دون سن 24 عامًا ضعف معدّل أقرانهم غير المصابين. ولوحظ معدل مرتفع مشابه في ولاية يوتا بين الشباب المصابين بالتوحد بين عامي 2013 و2017. وفي دراسة مُحكمة أُجريت في تايوان على 5218 مراهقًا مصابًا بالتوحد، تم الإبلاغ عن معدل لمحاولات الانتحار بلغ 3.9%، مقارنة بـ 0.7% في المجموعة الضابطة.
وفي دراسة دنماركية جماعية شملت أكثر من 6.5 مليون شخص على مدى عشر سنوات، خَلصت النتائج إلى أن الأفراد الذين تم تشخيصهم باضطراب طيف التوحد لديهم خطر أعلى بأكثر من ثلاثة أضعاف لمحاولات الانتحار والانتحار مقارنة بعامة السكان. ومن بين أفراد العينة، كان لدى 35,020 شخصًا تشخيص مؤكد باضطراب طيف التوحد؛ من بينهم، حاول 587 (0.9%) الانتحار، وتوفي 53 منهم. ولوحظت معدلات مشابهة بين الأفراد الذين يُظهرون سمات توحدية دون تشخيص رسمي. وفي إنجلترا، أظهر تحليل منفصل لحالات الوفاة بالانتحار تمثيلًا مفرطًا للخصائص التوحدية.

### معدلات الأفكار الانتحارية
أظهرت مراجعة منهجية وتحليل تلوي أُجريا عام 2023 من قبل ڤيكتوريا نيويل وزملائها أن الأفكار الانتحارية تؤثّر على 34.2% من الأفراد المصابين أو المفترض إصابتهم بالتوحد دون إعاقات ذهنية. وقد لوحظت محاولات وسلوكيات انتحارية لدى 24.3% من هذه الفئة، وهي نسبة أعلى بكثير مقارنة بعامة السكان، حيث تُقدّر النسب العابرة للحدود للأفكار الانتحارية بحوالي 9%، مع 2–3% يُبلّغون عن خطط أو محاولات انتحارية. وأفاد تحليل تلوي منفصل نُشر عام 2022 من قبل أوهالوران وزملائه أن نحو ربع الأفراد المصابين بالتوحد يعانون من أفكار انتحارية، وأن نحو واحد من كل عشرة قد حاولوا الانتحار في مرحلة ما من حياتهم.
وتتفاوت معدلات الأفكار الانتحارية حسب المنطقة. فالمعدلات المُبلغ عنها أقل في عدة دول آسيوية، من بينها كوريا الجنوبية، وتايوان، والصين، وسنغافورة، واليابان، مقارنة بأوروبا وأوقيانوسيا. وقد لا تعكس هذه المعدلات المنخفضة الاتجاهات الفعلية، بل قد تتأثر بعوامل مثل العقوبات القانونية على الانتحار، والتركيز الثقافي على شرف العائلة، والوصمة الأقوى المرتبطة بالتوحد والصحة النفسية.

### النسبة بين الجنسين

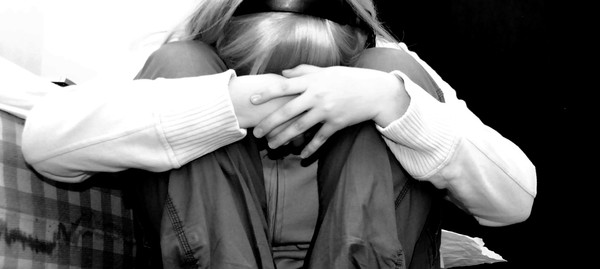
مراهق مصاب بالتوحد يبلغ من العمر 14 عامًا يعاني من الانسحاب الحسي (أو الإغلاق).

أظهرت مراجعة منهجية عام 2014 أجراها سيغيرز وراوانا معدلات انتحار أعلى بين الرجال المصابين بالتوحد مقارنة بالنساء. إلا أن دراسات جماعية لاحقة أُجريت في الدنمارك، والسويد، وأونتاريو (كندا)، ويوتا (الولايات المتحدة) أبلغت بأن معدلات الأفكار ومحاولات الانتحار كانت باستمرار أعلى بين النساء والفتيات المصابات بالتوحد مقارنة بنظرائهن من الذكور. ويتعارض هذا الاتجاه مع النمط المُلاحظ في عامة السكان، حيث يُظهر الرجال عادة معدلات انتحار مكتملة أعلى من النساء.
وحددت مراجعة منهجية عام 2023 النساء المصابات بالتوحد دون إعاقات ذهنية بوصفهن فئة معرضة بشكل خاص للخطر. ومع ذلك، وجدت هذه المراجعة تأكيدًا محدودًا للاستنتاجات السابقة التي أشارت إلى أن السلوك الانتحاري أكثر شيوعًا بين النساء المصابات بالتوحد. وكان معظم الدراسات المشمولة في هذه المراجعة ذات غالبية نسائية. وقد يُعزى خطر الانتحار المرتفع في هذه الفئة إلى صعوبات التشخيص، ما يؤدي غالبًا إلى تأخير أو فوات تشخيص التوحد لدى النساء.

### الاتجاهات حسب الفئة العمرية
في العينة الدنماركية، كانت معدلات الانتحار أعلى من المعدل العام عبر جميع الفئات العمرية بدءًا من سن العاشرة. وسُجّل أعلى معدل للانتحار بين الأفراد الذين تتراوح أعمارهم بين 30 و39 عامًا.
ولاحظ التحليل التلوي لعام 2023 نقصًا في الأبحاث الشاملة حول معدلات الانتحار حسب الفئة العمرية، لكنه أشار إلى أن المعدلات تميل إلى أن تكون أعلى بين البالغين مقارنة بالشباب، وخصوصًا من سن 20 عامًا فصاعدًا. وتبقى هذه المعدلات مرتفعة بين كبار السن، الذين يُظهرون أفكارًا انتحارية بمعدلات أعلى بخمسة إلى ستة أضعاف مقارنة بعامة السكان.

### أساليب الانتحار
وفقًا لبيانات من عينة ولاية يوتا، فإن الأفراد المصابين بالتوحد أقل احتمالًا للوفاة عن طريق الانتحار بالسلاح الناري مقارنة بغير المصابين، لكنهم لا يُظهرون اختلافات كبيرة في اختيار طرق الانتحار عمومًا. ولا يوجد أيضًا تمييز ملحوظ بين الرجال والنساء في الأساليب المستخدمة. وتبلغ نسبة حالات الانتحار التي تشمل وسائل عنيفة حوالي 73%. وتشمل الأساليب غير العنيفة عادة الاختناق والتسمم.
وفي دراسة فنلندية على أفراد مصابين بالتوحد ويعانون من إعاقات ذهنية متوسطة إلى شديدة، شملت الأساليب المسجّلة للانتحار الشنق، والغرق، والتسمم (عبر السجائر أو الأدوية)، والانتحار عن طريق القطار—سواء بالاستلقاء على القضبان أو القفز أمام القطار المتحرك.

### قيود الأبحاث
تُجرى معظم الدراسات حول الانتحار والتوحد في الدول ذات الدخل المرتفع، رغم أن معدلات الانتحار العالمية تميل إلى أن تكون أعلى في المناطق ذات الدخل المنخفض والمتوسط. بالإضافة إلى ذلك، هناك نقص ملحوظ في الأبحاث التي تركز على الأفراد المصابين بالتوحد والذين يعانون من إعاقات ذهنية. وتتمثل إحدى القيود المنهجية الأخرى في الفشل المتكرر في التمييز بين الأفكار الانتحارية السلبية (رغبة في الموت) والأفكار الانتحارية النشطة (نية في إنهاء الحياة)، ما قد يؤثر على دقة معدلات الانتشار المُبلغ عنها.

## تاريخ الدراسات
بدأت مسألة السلوك الانتحاري بين الأفراد المصابين بالتوحد تحظى باهتمام علني في أوائل العقد الثاني من القرن الحادي والعشرين. ففي 17 تشرين الثاني 2010، نشرت لين سورايا، وهي والدة لطفل مصاب بالتوحد ويعاني من ميول انتحارية، تدوينة على موقع سايكولوجي توداي سلطت فيها الضوء على النقص الحاد في الموارد والبيانات المتعلقة بالموضوع. وفي تدوينة لاحقة بعد عامين ونصف، أشارت إلى انطلاق دراسة رائدة شملت 791 طفلًا أمريكيًا، ووجدت أن الأفكار الانتحارية ظهرت بمعدل أعلى بـ 28 مرة بين الأطفال المصابين بالتوحد مقارنة بمجموعة ضابطة.
وفي مراجعة منهجية أُجريت عام 2014 من قبل ماغالي سيغيرز وجنين روانا، أُبرز النقص في الأبحاث المخصصة تحديدًا للانتحار بين الأفراد المصابين بالتوحد، على الرغم من وجود أدبيات أوسع حول الانتحار في عموم السكان. وحدّدت المراجعة عشرة دراسات فقط قدّرت نسبة الأفراد المصابين بالتوحد في الفئات الانتحارية، والتي تراوحت بين 7.3% و15%.
وفي العام نفسه، نشر طبيب الأعصاب وأخصائي طب الأطفال الإيطالي ميكيلي راجا، مستندًا إلى نتائج أولية من دراسة بريطانية بقيادة الطبيبة ساره كاسيدي، افتتاحية في مجلة ذا لانست دعا فيها المتخصصين في الرعاية الصحية إلى الاعتراف بالخطر المرتفع للانتحار بين الأفراد المصابين بالتوحد، لا سيّما أولئك الذين تم تشخيصهم سابقًا بمتلازمة أسبرجر. وساهم هذا النداء في إدراج الوقاية من الانتحار كموضوع بحثي مخصص مدعوم لمدة أربع سنوات من قبل الجمعية الدولية لأبحاث التوحد، من خلال منهجيات بحثية تشاركية تشمل الأفراد المصابين بالتوحد بشكل مباشر في عملية البحث.
حتى عام 2018، لم تكن هناك سوى دراسات علمية قليلة تناولت تحديدًا خطر الانتحار بين الأفراد المصابين بالتوحد. وقد وجدت أبحاث لاحقة أن السمات التوحدية أكثر شيوعًا بين البالغين الذين حاولوا الانتحار مقارنة بعامة السكان. كما أن هذه السمات تكون أكثر وضوحًا لدى من لديهم محاولات انتحار متعددة مقارنة بمن لديهم محاولة واحدة فقط.
في عام 2020، وجّهت الصحفية والناشطة في حقوق المصابين بالتوحد ساره لوترمان انتقادًا للفجوة في تمويل الأبحاث بين الدراسات الأساسية والتطبيقية حول التوحد، مشيرة إلى تخصيص موارد كبيرة لدراسات على حيوانات معدلة وراثيًا، بينما يُمنح تمويل أقل بكثير لفهم معدلات الانتحار المرتفعة بين البالغين المصابين بالتوحد.
وفي شباط 2025، لفتت بريتاني ن. هاند وزملاؤها الانتباه إلى سوء تفسير شائع في نقل نتائج الدراسات العلمية المتعلقة بالتوحد والوفيات. وقد انتقدوا بشكل خاص طريقة عرض دراسة هيركيفوسكي وزملائه في المجلات العلمية البارزة ووسائل الإعلام العامة، حيث زُعم أن الإصابة بالتوحد تقلل متوسط العمر المتوقع بـ 16 إلى 18 عامًا، من دون تقديم سياق كافٍ لدور الانتحار في هذا الرقم. وقد تسبّب هذا التضليل المزعوم في آثار سلبية على الأفراد المصابين بالتوحد، بما في ذلك رفض تأمين المنازل، وضيق نفسي، وتغيّرات في خطط التقاعد، وتفاوتات متزايدة في الرعاية الصحية.

### الاستخفاف بخطر الانتحار
يُعتبر التعاون بين الأفراد المصابين بالتوحد والذين يمرّون بتجارب انتحارية والمتخصصين في الرعاية الصحية أمرًا أساسيًا لتقليل الوفيات. كما أن الحصول على خدمات الدعم بعد التشخيص يلعب دورًا بالغ الأهمية. إلا أن الأفراد المصابين بالتوحد غالبًا ما يواجهون عوائق في الوصول إلى خطوط المساعدة المخصصة للوقاية من الانتحار وخدمات الدعم النفسي، بما في ذلك العوائق الإدارية والنظامية.
وفي عام 2022، صرّح الباحث الطبي لوك كيرتس قائلًا:
"المجتمع المصاب بالتوحد معرّض بدرجة كبيرة لخطر الانتحار. هناك حاجة ماسة إلى دعم مجتمعي أكبر، واهتمام إكلينيكي، وبحوث عالية الجودة للوقاية من الاكتئاب والانتحار وعلاجهما لدى الأطفال والمراهقين والبالغين."
— لوك كيرتس

#### من قبل المتخصصين في الرعاية الصحية
أظهرت دراسة استقصائية أجرتها ياغر-هايمان عام 2020 أن الأطباء الأمريكيين المشاركين في الوقاية من الانتحار أبلغوا عن صعوبة أكبر في تحديد خطر الانتحار لدى المرضى المصابين بالتوحد مقارنة بغير المصابين. كما أن هؤلاء الأطباء كانوا يميلون إلى اعتبار المرضى غير المصابين بالتوحد أكثر عرضة للخطر، على الرغم من الأدلة الإحصائية التي تشير إلى خطر انتحار أعلى بين الأفراد المصابين بالتوحد. ويُشير هذا إلى وجود ميل لدى المتخصصين في الرعاية الصحية إلى التقليل من تقدير خطر الانتحار لدى فئة المصابين بالتوحد.
وفي دراسة استقصائية أُجريت عام 2023 على أطباء في شمال شرق الولايات المتحدة، تبين أن أقل من نصفهم تمكنوا من التعرف بشكل صحيح على الأفراد المصابين بالتوحد بوصفهم فئة عالية الخطورة فيما يتعلّق بالانتحار.
وفي تحقيق نُشر عام 2018 من قبل سبكترم نيوز، أفادت الصحفية شيريل بلاتزمان وينستوك أن الأطباء النفسيين قد يغفلون علامات السلوك الانتحاري لدى المرضى المصابين بالتوحد بسبب اختلافات في التعبير العاطفي. وقد تكون المؤشرات الشائعة لخطر الانتحار في عموم السكان—مثل تغيّرات في النوم أو الشهية أو السلوك الاجتماعي—موجودة بالفعل كجزء من السمات الأساسية للفرد، مما يصعّب من عملية اكتشاف الخطر.

#### من قبل الأهل
يشير تحليل تلوي أجري عام 2023 إلى أن معدلات الأفكار الانتحارية التي يُبلغ عنها الأهل أقل بشكل ملحوظ من تلك التي يُبلغ عنها الشباب المصابون بالتوحد أنفسهم. وتوحي هذه الفجوة بأن الأفراد المصابين بالتوحد قد يكونون أكثر دقة في التعرف على حالتهم الانتحارية والإبلاغ عنها، بينما يميل الأهل إلى التقليل من هذه الأعراض. وتدعم الدراسات التي تجمع بين تقارير ذاتية وتقارير المراقبين هذه الملاحظة.

### تطوير العلاجات وأدوات الوقاية من الانتحار
حتى عام 2020، لم يكن هناك أي أداة تقييم لمخاطر الانتحار مُصممة خصيصًا لفئة المصابين بالتوحد. وكانت الأدوات العامة، مثل "تدخل تخطيط السلامة" الذي طوره ستانلي وبراون عام 2012، تُستخدم من قبل المتخصصين في الرعاية الصحية، رغم أنها غير مخصصة للأفراد المصابين بالتوحد.
وفي عام 2021، طوّرت فريق بحثي بقيادة ساره كاسيدي "استبيان السلوكيات الانتحارية—حالات طيف التوحد"، والذي بقي حتى عام 2023 الأداة الوحيدة المعتمدة لفحص هذه الفئة تحديدًا. كما ثبت أن أدوات عامة أخرى، مثل "أسئلة فحص الانتحار" و"مقابلة الأفكار والسلوكيات المؤذية للذات—تقرير ذاتي"، قابلة للتطبيق على هذه الفئة أيضًا.
وقد أُطلقت دراسة متعددة المراكز عام 2020 لتقييم فعالية علاج السلوك الجدلي، وهو علاج ثبتت فعاليته مع الأفراد الانتحاريين المصابين باضطراب الشخصية الحدية، وذلك ضمن الفئة المصابة بالتوحد.

## عوامل الخطر

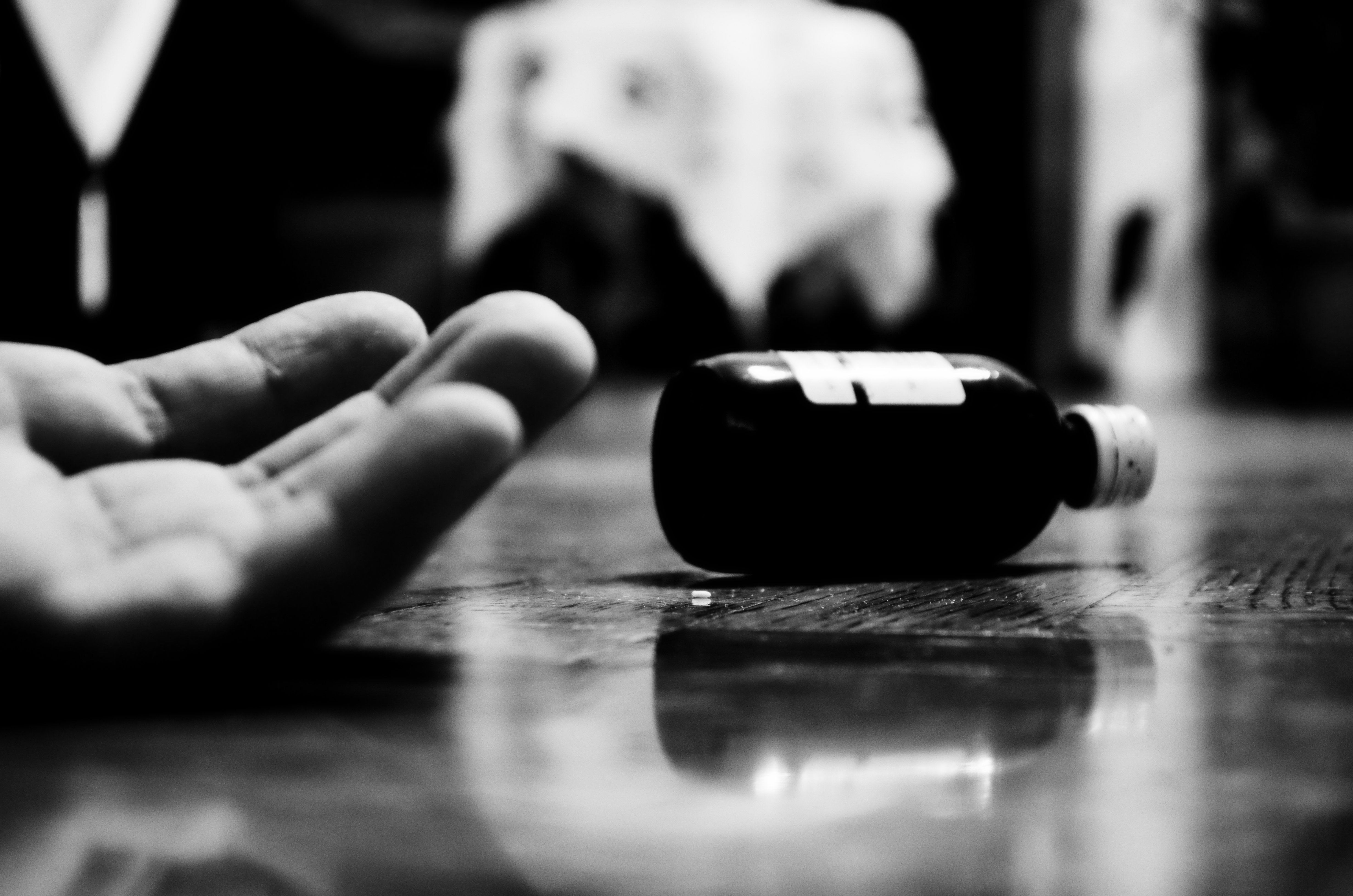
مجاز للانتحار بتناول مادة قاتلة.

بعض عوامل خطر الانتحار الخاصة بفئة المصابين بالتوحد تختلف عن تلك الملاحظة بين الأفراد ذوي النمو العصبي النمطي؛ ومع ذلك، لم تحدد سوى دراسات قليلة هذه العوامل بشكل شامل.
وقد تُفسر النسبة المرتفعة لسمات التوحد بين الأفراد الذين لديهم تاريخ من محاولات الانتحار بعدة فرضيات: أن السمات التوحدية العالية تُعد مؤشرًا مستقلاً على الميل للانتحار؛ أو أن التوحد غير المشخّص أكثر شيوعًا بين من يحاولون الانتحار؛ أو أن الحالات المرضية المصاحبة للتوحد تُسهم بشكل كبير في خطر الانتحار.

### عوامل الخطر المعروفة
تشمل عوامل الخطر الشائعة للانتحار بين جميع الفئات الاكتئاب، والعزلة الاجتماعية، وتجارب التحرش. وبالنسبة للأفراد المصابين بالتوحد، تتفاقم هذه العوامل غالبًا بسبب الشعور المُفرط بأنهم عبء، ومشاعر الانتماء المتضاربة، والإحساس الدائم بالصدمة النفسية. وحدّدت مراجعة أجراها سيغيرز وروانا عوامل خطر إضافية، مثل انخفاض الوضع الاجتماعي والاقتصادي، والتعرض للتمييز العرقي، والتحديات السلوكية. وقد يؤدي الوصول المحدود إلى خدمات الرعاية الصحية والدعم إلى تفاقم هذه المخاطر.
ويُعدّ الشباب المصابون بالتوحد المعرضون أكثر للأفكار أو المحاولات الانتحارية هم أولئك الذين واجهوا أعلى عدد من الأحداث الحياتية السلبية (مثل التنمّر، أو الفقد، أو السرقة)، وفي الوقت ذاته يفتقرون إلى آليات المواجهة الفعالة.
وقد تُسهم مشاعر العبء والانتماء المتضارب معًا في تغذية الأفكار الانتحارية لدى الأفراد المصابين بالتوحد. ويعتمد احتمال التصرف بناءً على هذه الأفكار على قدرة الفرد على تحمّل الخوف المرتبط بالموت والألم الجسدي. وحدّدت مراجعة أجرتها أنابيل م. مورنيه وزملاؤها عام 2023 العوامل البينشخصية كأكثر المساهمين دراسة وإثباتًا في خطر الانتحار، تليها أعراض الاكتئاب.

### الصحة النفسية، والتحرش، والعنف الجنسي
ترتبط الصحة النفسية السيئة ارتباطًا وثيقًا بزيادة خطر الانتحار. وأظهرت بيانات من العينة الكندية في أونتاريو أن اضطرابات المزاج، والقلق، وانفصام الشخصية، واضطرابات الشخصية تُعد من العوامل المُساهمة. كما أكدت العينة الدنماركية على أدوار القلق والاضطرابات العاطفية الموسمية. ويُعد الاكتئاب عامل خطر شائعًا بشكل خاص، ويصيب الأفراد المصابين بالتوحد بمعدل يقارب أربعة أضعاف ما هو عليه في عموم السكان. ويُقدّر أن القلق يؤثر على حوالي 40% من الأطفال المصابين بالتوحد و60% من البالغين المصابين، مع انتشار أعلى بين النساء.
وتؤثر الوصمة الاجتماعية والتمييز الذي يواجهه الأفراد المصابون بالتوحد بشكل سلبي على صحتهم النفسية. وقد أرجعت تصورات سابقة النتائج النفسية السيئة إلى التوحد ذاته؛ إلا أن الدراسات منذ العقد الثاني من القرن الحادي والعشرين أظهرت أن مشاكل الصحة النفسية—وخاصة القلق والاكتئاب—هي إلى حد كبير نتيجة لضغوط الأقلية وظروف الحياة السلبية. ويُقدّر أن ما بين 70% و80% من الأفراد المصابين بالتوحد يعانون من حالة صحية نفسية مصاحبة واحدة على الأقل.
وقد تم تحديد التنمر كعامل مساهم في الأفكار الانتحارية منذ عام 2013 على الأقل، وتم تأكيد هذا الرابط من خلال أبحاث لاحقة. كما تُسهم معدلات العنف الجنسي المرتفعة، لا سيما بين النساء المصابات بالتوحد، في رفع خطر الانتحار. وبين الشباب، تُعدّ العزلة الاجتماعية والاكتئاب—وكلاهما غالبًا ما يرتبط بالتنمر—من العوامل الإضافية المؤثرة.

#### الإخفاء أو التمويه
يُعترف بالإخفاء، ويُعرف أيضًا باسم التمويه، بوصفه عامل خطر محدد للانتحار في فئة المصابين بالتوحد. وتشير هذه الاستراتيجية إلى محاولة قمع أو تعديل السلوكيات التوحدية عمدًا للتماشي مع الأعراف الاجتماعية، لتسهيل التفاعل الاجتماعي وتجنّب التمييز. وتشيع هذه الظاهرة بشكل خاص بين النساء المصابات بالتوحد، اللواتي يبلّغن غالبًا عن معاناة نفسية وأفكار انتحارية مرتبطة بالجهد المستمر المطلوب لإخفاء سماتهن في الأماكن العامة.
وقد تساءل باحثون مثل ساوث وزملاؤه عن التوقع المجتمعي الذي يُجبر الأفراد المصابين بالتوحد على إخفاء سلوكياتهم—مثل التواصل البصري رغم شعورهم بعدم الراحة—بغرض الالتزام بالمعايير الاجتماعية. وتُظهر الدراسات أن الإخفاء مرتبط بنتائج سلبية على الصحة النفسية، بما في ذلك خطر أعلى للأفكار والسلوكيات الانتحارية.
ووجدت دراسة أُجريت عبر الإنترنت عام 2020، كانت غالبية المشاركين فيها من النساء بين سن 20 و23، علاقة بين الإخفاء، والشعور بالإقصاء، وخطر الانتحار. وقد أكدت دراسة أُجريت عام 2023 هذه النتائج، واعتبرت الإخفاء عامل خطر انتحاري عابر للتشخيصات قد يستمر طوال الحياة.

#### التشخيص المتأخر
يرتبط التشخيص المتأخر للتوحد، خصوصًا لدى الأفراد غير المصابين بإعاقات ذهنية، بزيادة خطر الانتحار. ووجدت دراسة أجرتها ساره كاسيدي عام 2014 أن الأفراد الذين تم تشخيصهم لاحقًا في الحياة لديهم معدلات أعلى من محاولات الانتحار. وأكّدت مراجعة أُجريت عام 2023 هذا الرابط، لكنها شدّدت على الحاجة إلى مزيد من البحث بسبب احتمالية وجود تحيّزات في اختيار العينة.

#### القدرة الفكرية العالية
يبدو أن الأفراد المصابين بالتوحد وغير المصابين بإعاقات ذهنية معرضون بشكل أكبر لخطر الانتحار مقارنة بأولئك الذين لديهم إعاقات فكرية مصاحبة. ومع ذلك، تبقى الأبحاث حول الأفراد ذوي الإعاقات الأكثر شدة محدودة، جزئيًا بسبب العوائق المنهجية مثل الاعتماد على الاستبيانات المكتوبة.
ووجدت دراسة محكمة أُجريت عام 2023 من قبل جامعة آيوا وشملت 7000 طفل مصاب بالتوحد أن أولئك الذين لديهم توحد مع قدرة فكرية عالية أظهروا معدلات أعلى من الأفكار الانتحارية مقارنة بالأطفال المصابين بالتوحد وذوي معدل ذكاء متوسط.

### عوامل خطر قيد الدراسة
لا تزال العديد من عوامل الخطر المرتبطة بالسلوك الانتحاري في عموم السكان غير مُستكشفة بالشكل الكافي ضمن فئة المصابين بالتوحد. وتشمل هذه اضطرابات النوم واضطرابات الأكل، وهما حالتان شائعتان بين الأفراد المصابين بالتوحد، وقد تُسهمان في زيادة خطر الانتحار.

#### المستوى التعليمي
تختلف النتائج المتعلقة بالعلاقة بين التحصيل العلمي وخطر الانتحار لدى الأفراد المصابين بالتوحد عن تلك الملاحظة في عموم السكان. ففي حين حدّدت مراجعة أجريت عام 2014 التحصيل العلمي المنخفض كعامل خطر لوفيات الانتحار، وجدت دراسة دنماركية واسعة النطاق أن معدلات الانتحار بين الأفراد المصابين بالتوحد تزداد مع ارتفاع مستويات التعليم. وسُجّلت أعلى المعدلات بين الحاصلين على شهادة دكتوراه. وعلى عكس الاتجاه السائد في عموم السكان، لا يبدو أن مستوى التعليم العالي يشكل عامل حماية، بل قد يشكل عامل خطر لدى الأفراد المصابين بالتوحد. وقد يُفسر هذا الارتباط بزيادة الضغط الفردي والتعرّض الأكبر لعوامل إجهاد مثل الإخفاء.

#### التوظيف
يعاني الأفراد المصابون بالتوحد من معدلات بطالة وإقصاء اجتماعي أعلى مقارنة بعامة السكان. ومع ذلك، لا يبدو أن العمل يوفر حماية ضد السلوك الانتحاري ضمن هذه الفئة، بخلاف ما هو ملاحظ في عموم السكان. وتشير الدراسة الدنماركية إلى أن الموظفين المصابين بالتوحد قد يكونون أكثر عرضة للتمييز في أماكن العمل، والتنمر، والوظائف غير المستقرة أو ذات الأجور المنخفضة، ما قد يزيد من مستويات التوتر ويُسهم في ارتفاع خطر الانتحار.

#### إيذاء النفس

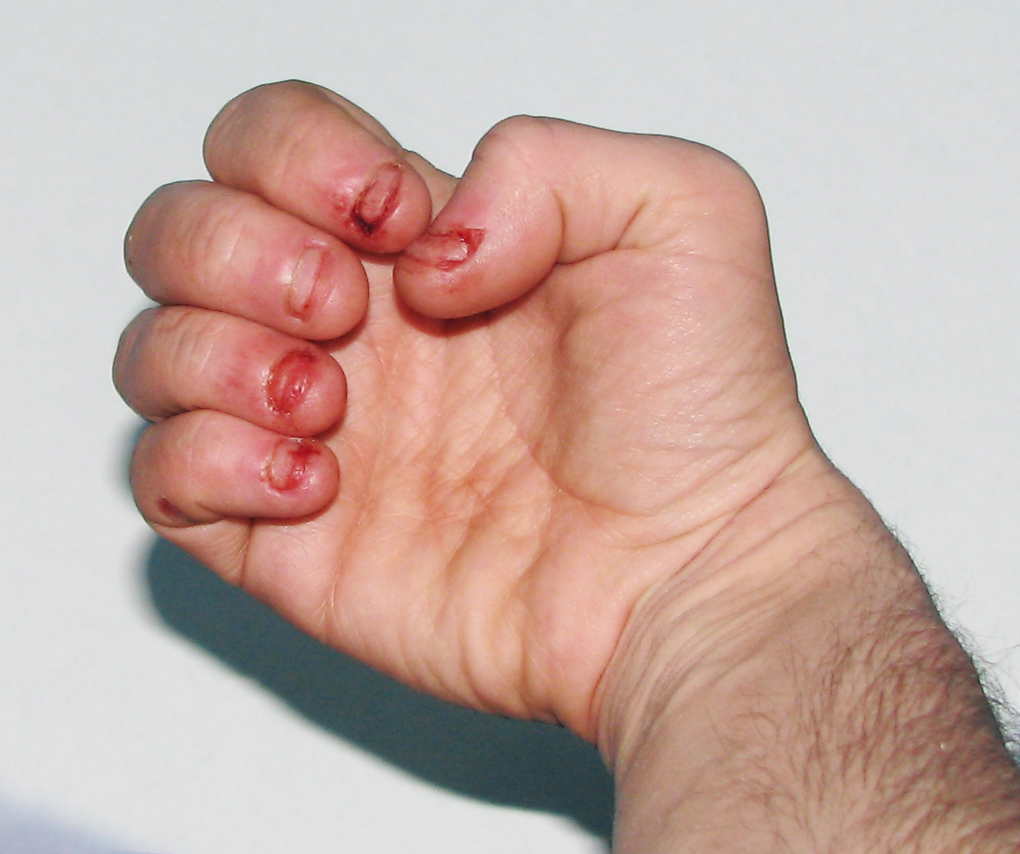
غالبًا ما يرتبط قضم الأظافر الشديد باضطرابات طيف التوحد ، كما في هذا المثال.

يُعد إيذاء النفس عامل خطر معروف للانتحار في عموم السكان، وهو منتشر بشدة بين الأفراد المصابين بالتوحد. ومع ذلك، لا يزال دوره في التنبؤ بخطر الانتحار ضمن فئة المصابين بالتوحد غير واضح. ووجدت دراسة شملت 334 طالبًا في المدارس المتوسطة في الصين أن 2.28% من الذين انخرطوا في سلوكيات إيذاء النفس أظهروا مستويات عالية من السمات التوحدية، وغالبًا ما كانت مصحوبة بالقلق والتفكير الاجتراري. وتُلاحظ السلوكيات المؤذية للذات بشكل أكثر تكرارًا بين الأفراد المصابين بالتوحد ولديهم إعاقات ذهنية، مقارنة بأولئك من دونها.
وفي البيئات السريرية، غالبًا ما يُفسر إيذاء النفس لدى الأفراد المصابين بالتوحد كأحد أعراض التوحد ذاته، في حين يُرتبط بشكل أكثر شيوعًا في عموم السكان بارتفاع خطر الانتحار. ولا توجد حاليًا علاقة مباشرة مثبتة بين سلوكيات إيذاء النفس وخطر الانتحار لدى الأفراد المصابين بالتوحد. وتقترح إحدى الفرضيات أن إيذاء النفس قد يُسهم في خطر الانتحار من خلال تقليل الخوف من الموت أو الألم الجسدي.

#### اضطراب فرط الحركة ونقص الانتباه
حددت دراسة جماعية سويدية (1987–2013) اضطراب فرط الحركة ونقص الانتباه كعامل خطر إضافي للانتحار لدى الأفراد المصابين بالتوحد. إلا أن هذه النتيجة لم تؤيدها دراسة دنماركية مماثلة، مما يشير إلى تباين في البيانات المتاحة.

#### تنوع الهوية الجندرية

علم يجمع بين رموز التعددية والتنوع العصبي.

تم تحديد اضطراب الهوية الجندرية كعامل خطر للانتحار في مراجعة أُجريت سنة 2022 من قبل أوهالوران وزملائه.ويتماشى هذا الاكتشاف مع أبحاث أوسع تُظهر أن الأفراد المتحولين جنسيًا وغير المطابقين للجنس عند الولادة لديهم معدلات انتحار أعلى من عامة السكان.
يُبلغ الأفراد المصابون بالتوحد عن معدلات أعلى من التنوع الجندري واضطراب الهوية الجندرية مقارنةً بعامة السكان. كما أن التفكير بالانتحار أكثر انتشارًا بشكل ملحوظ بين الأفراد المصابين بالتوحد من المتحولين جنسيًا وغير المطابقين للجنس عند الولادة مقارنةً بالمصابين بالتوحد من المتطابقين مع جنسهم عند الولادة.

##### النوم
على الرغم من وجود عدد كبير من الأبحاث التي تربط بين اضطرابات النوم وزيادة خطر الانتحار في عموم السكان، إلا أن هذه العلاقة لم تُدرس بشكل خاص ضمن فئة المصابين بالتوحد حتى أوائل سنة 2025. وقد حددت مجموعة من الباحثين دراسة مشكلات النوم كأولوية قصوى في الأبحاث المستقبلية حول الصحة النفسية للبالغين المصابين بالتوحد.

### عوامل الخطر المُستبعدة
وفقًا لبيانات وشهادات ذاتية من بالغين مصابين بالتوحد في أستراليا، لم تترافق جائحة كوفيد-19 مع زيادة في معدل الانتحار ضمن هذه الفئة. وقد أشار المستجيبون إلى أن للجائحة تأثيرات إيجابية وسلبية على حد سواء. وعلى الرغم من أنها ارتبطت أحيانًا بزيادة الأعراض الاكتئابية، لم يُثبت وجود علاقة مباشرة بزيادة خطر الانتحار.

## عوامل الحماية والوقاية
العوامل الوقائية الشائعة التي يتم تحديدها لدى عامة السكان — مثل التقدم في السن، والتحصيل التعليمي العالي، والعمل، والعيش مع شريك — لم تُظهر نفس التأثيرات الوقائية لدى الأفراد المصابين بالتوحد. يبدو أن القدرة على التكيف تتأثر بعدة عوامل.وتشير بعض الأبحاث إلى أن التزامن بين التوحد والاضطراب ثنائي القطب قد يساهم في زيادة القدرة على التكيف لدى بعض الأفراد. كما تلعب عملية تكوين الهوية دورًا مهمًا في الوقاية من الانتحار. وتُسجّل نتائج أفضل عند اعتماد أفراد العائلة ومقدمي الرعاية منظورًا يركز على تنوع التكوين العصبي.
يرتبط تعزيز جودة الحياة وتوسيع الوصول إلى شبكات الدعم الاجتماعي بانخفاض خطر الانتحار. كما يُعترف بتعزيز احترام الذات كعامل وقائي مهم.

### التواصل مع الحيوانات

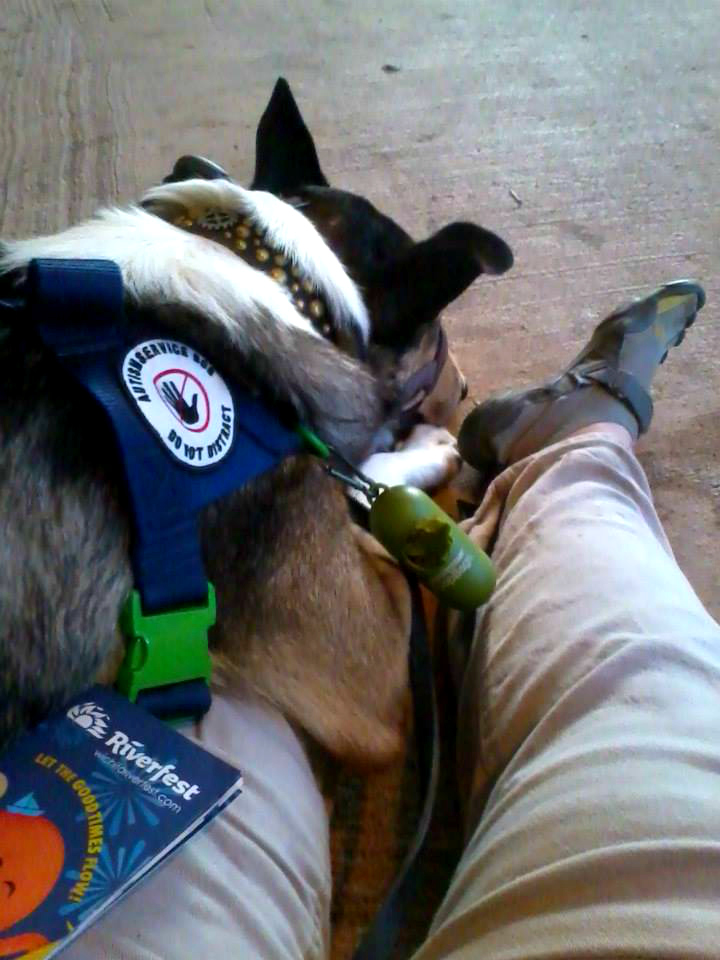
كلب مساعد تم تدريبه لتلبية الاحتياجات المحددة للأشخاص المصابين بالتوحد.

تُجرى أبحاث حول فعالية العلاجات المساعدة بالحيوانات في تقليل خطر الانتحار لدى الأفراد المصابين بالتوحد. وتشير الدراسات إلى أن التفاعل مع الكلاب قد يكون له تأثيرات إيجابية. وقد اقتُرحت آليتان أساسيتان: أولهما أن تحمّل مسؤولية رعاية الحيوان قد يعزز الشعور بالهدف، وثانيهما أن الحب غير المشروط المتصور من الكلب قد يساهم في تحسين الصحة النفسية والإحساس بالقبول الاجتماعي.
وقد وجدت دراسة نوعية شملت مقابلات مع 36 مالكًا لكلاب من المصابين بالتوحد في المملكة المتحدة أن التفاعل المنتظم مع حيواناتهم الأليفة، بما في ذلك الأنشطة مثل المشي، ارتبط بتحسن في الصحة النفسية وانخفاض متصور في خطر الانتحار.

### الاندماج الاجتماعي
وقد أكدت الباحثة النفسية أنابيل مورنيه على المفهوم الخاطئ القائل بأن الأفراد المصابين بالتوحد يفتقرون إلى الدافع الاجتماعي. وتُشير إلى أن العديد من المصابين بالتوحد يسعون لبناء علاقات اجتماعية لكنهم يواجهون حواجز ناتجة عن الرفض الاجتماعي. وهي تدعو إلى تضمين مكونات الدعم الاجتماعي في استراتيجيات الوقاية من الانتحار الموجهة لفئة المصابين بالتوحد.

## النقاش العام والانتحارات المُعلنة

### نقاش أخلاقي حول الانتحار بمساعدة الغير

التشريعات والممارسات القضائية في جميع أنحاء العالم

في بلجيكا وهولندا، يُسمح قانونيًا بالانتحار بمساعدة طبية للأفراد الذين يعانون من معاناة نفسية. وقد أثار التمثيل الزائد لطلبات القتل الرحيم المقدمة من أفراد تم تشخيصهم باضطراب طيف التوحد — لا سيما من النساء — جدلاً أخلاقيًا. وتشمل المخاوف الرئيسية تقييم قدرة الأفراد المصابين بالتوحد على اتخاذ القرارات، وتوفر العلاجات البديلة، وما إذا كان التوحد وحده يشكل أساسًا كافيًا للموافقة على الانتحار بمساعدة طبية. وقد جادل الباحث مايكل م. واديل بأن الأفراد المصابين بالتوحد يمثلون فئة هشة معرضة لـ"أذى لا يُصلح من خلال الوفاة المبكرة بانتحار بمساعدة طبية". وفي سياق مناقشات توسيع أهلية الانتحار بمساعدة طبية في كندا لتشمل المعاناة النفسية، صرّح الباحث القانوني ترودو ليمانس بأن مثل هذه السياسات قد تعزز "الافتراض التمييزي القائل بأن الحياة مع إعاقة مزمنة لا تستحق أن تُعاش".
وقد تم تداول مزاعم تشير إلى أن مبادرات عالمية، بما في ذلك قرار سري مزعوم من المنتدى الاقتصادي العالمي، تروج للانتحار بمساعدة طبية بين الأفراد المصابين بالتوحد والأشخاص ذوي الإعاقة. وتُعد هذه المزاعم غير مستندة إلى أساس وُصنّفت كمعلومات مضللة.

#### الانتحار بمساعدة طبية في هولندا
تشير البيانات من هولندا إلى نسبة ملحوظة من حالات القتل الرحيم التي تشمل أفرادًا تم تشخيصهم باضطراب طيف التوحد. بين عامَي 2011 و2014، شملت 19٪ من طلبات القتل الرحيم لأسباب نفسية أفرادًا مصابين بالتوحد. ومن عام 2012 إلى 2021، تضمنت 40 حالة قتل رحيم بسبب معاناة نفسية أفرادًا مصابين بالتوحد، بما في ذلك خمس حالات لأشخاص دون سن الثلاثين ذكروا التوحد كسبب وحيد في طلبهم.
وقد وجدت دراسة تحليلية نوعية لتسع حالات هولندية أن الدافع وراء طلب القتل الرحيم لم يكن قائمًا على اعتبار التوحد حالة غير قابلة للشفاء، بل كان مرتبطًا أكثر بالتحديات المستمرة للعيش مع التوحد. وخلص فريق بحثي بقيادة إيرين تافري-وين إلى أن المعايير الحالية للقتل الرحيم في هولندا قد لا توفر ضمانات كافية للمتقدمين المصابين بالتوحد. وعلّق الأستاذ الكندي تيم ستاينتون على هذه النتائج مشيرًا إلى مخاوف أخلاقية أوسع، مقترحًا أن الإخفاقات المجتمعية — بما في ذلك ضعف التكييف ونظرة المجتمع إلى الإعاقة كمصدر لمعاناة حتمية — قد تساهم في هذه الطلبات. وجادل بأن مثل هذه الظروف تعكس اعتقادًا أوسع مفاده أن "الموت أفضل من العيش بإعاقة"، مما يبرز الحاجة إلى أنظمة دعم محسّنة وشمول اجتماعي أكبر.

#### الانتحار بمساعدة طبية في بلجيكا
بين عامَي 2007 و2012، شملت عينة من 100 مريض نفسي طلبوا الانتحار بمساعدة طبية في منطقة الإقليم الفلامندي ببلجيكا، 19 فردًا تم تشخيصهم باضطراب طيف التوحد.
وكانت إحدى الحالات البارزة هي حالة تين نيس، وهي امرأة تبلغ من العمر 38 عامًا تم تشخيصها بمتلازمة أسبرجر. وبعد عدة محاولات انتحار سابقة، تم قبول طلبها للقتل الرحيم في سنة 2010. وقد أدت هذه الحالة إلى إجراءات قانونية طويلة ونقاش عام حول تفسير "المعاناة النفسية التي لا تُحتمل" ضمن قانون القتل الرحيم البلجيكي، لا سيما في سياق التوحد دون إعاقة عقلية.وقد انتقد البعض، بمن فيهم طبيب مصاب بالتوحد  وجمعية فرنسية للدفاع عن المصابين بالتوحد، أن معاناتها كانت ناتجة بالأساس عن عوامل نظامية مثل التشخيص المتأخر، والتمييز الاجتماعي، ووصم المرض النفسي، وليس من التوحد ذاته.

### الانتحار بين الشباب المرتبط بالتنمّر والرفض الاجتماعي
حددت الدراسات التي أُجريت على انتحار الشباب في هولندا نمطًا متكررًا يشمل فتيانًا مصابين بالتوحد يتعرضون لرفض اجتماعي مستمر. من بين هذه الحالات كاميرون وورويك، وهو مراهق مصاب بالتوحد ومثلي الجنس علنًا من إنكلترا، تعرض للتنمّر المستمر بعد أن أعلن عن ميوله الجنسية في سن الثانية عشرة. وقد توفي منتحرًا سنة 2019 عن عمر 16 عامًا. وهناك حالة أخرى لطفل يُدعى دان، يبلغ من العمر 14 عامًا من وارجيم في بلجيكا، وكان أيضًا مصابًا بالتوحد وتعرض على ما يبدو للتنمّر في المدرسة والنوادي الرياضية قبل أن يُقدم على الانتحار سنة 2023.
كما وصفت شهادات من نساء مصابات بالتوحد تجارب طويلة من التنمّر المدرسي، كثيرًا ما أدت إلى محاولات انتحار. وتعكس هذه الحالات نمطًا أوسع تُسهم فيه العزلة الاجتماعية، والتحرش، وغياب الدعم بشكل كبير في التحديات النفسية التي يواجهها الأفراد المصابون بالتوحد.

## غاريث أوتس

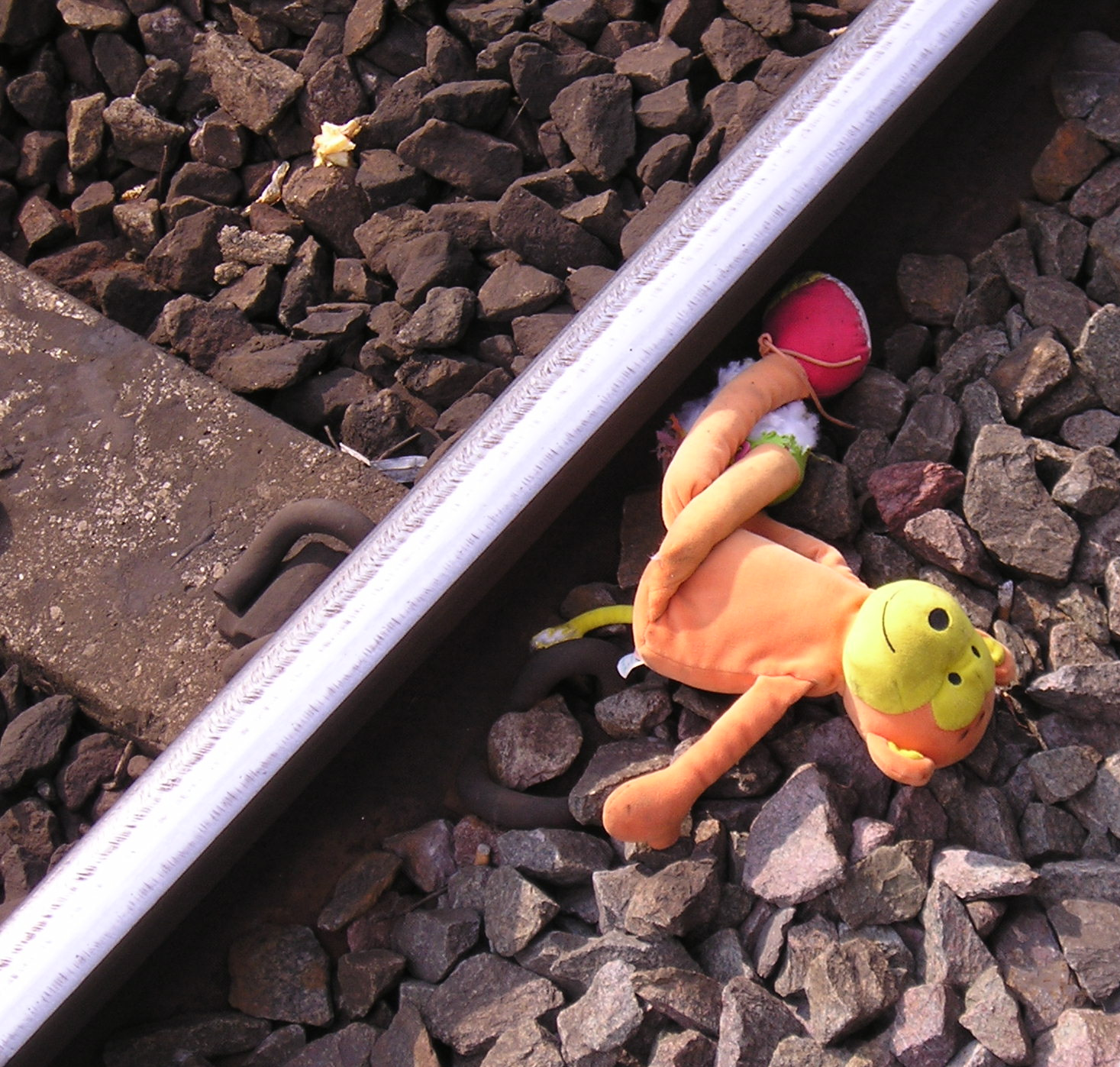
ألقى جاريث أوتس بنفسه تحت القطار في مارسدن.

في عام 2010، توفي غاريث أوتس، البالغ من العمر 18 عامًا من ستو ماركت، المملكة المتحدة، منتحرًا بعد أن ألقى بنفسه أمام قطار في محطة مارسدن. وقد سلطت قضيته الضوء على المشكلات المتعلقة بالتنمّر المدرسي وعدم كفاية الدعم في مجال الصحة النفسية. ووفقًا لوالدته، فقد تعرض أوتس للتنمّر منذ سن مبكرة، بما في ذلك مناداته من قبل أقرانه بـ "فتى الانتحار"، وكان قد عبّر عن أفكار انتحارية منذ سن الحادية عشرة. وعلى الرغم من التحذيرات المُقدمة إلى خدمات الصحة النفسية في سوفولك، لم يتم تقديم أي تدخل فعّال. وقد أبرزت وفاته غياب خدمة دعم وطنية مخصصة للصحة النفسية للأفراد الذين تتراوح أعمارهم بين 16 و18 عامًا في المملكة المتحدة.

## كايتلين سكوت-لي
في نيسان 2023، توفيت كايتلين سكوت-لي، وهي طالبة توحدية تبلغ من العمر 16 عامًا ومن أصل صيني، منتحرة في مدرسة ويكوم آبي في إنجلترا. وقد أشارت يومياتها إلى أن إجراءً تأديبيًا حديثًا — إثر حادثة وقعت خلال رحلة مدرسية إلى كلية إيتون — قد ساهم في شعورها بالضيق. والدها، وهو أيضًا من المصابين بالتوحد، شارك لاحقًا في البحث والدعوة المتعلقة بالتنوع العصبي والصحة النفسية.

## تأثير ظروف المعيشة

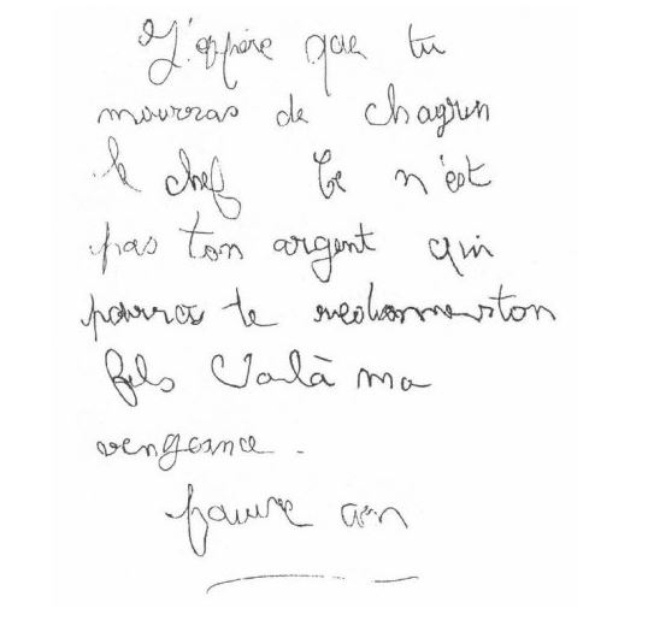
مثال على رسالة كراهية مجهولة المصدر يفرح كاتبها بموت طفل.

في كندا، ارتبط نقص خيارات السكن الملائمة للبالغين التوحديين الذين لا يتلقون دعمًا من أسرهم بظروف معيشية سيئة، بما في ذلك الإقامة في مساكن دون المستوى المطلوب. وقد ساهمت هذه الظروف في حالات انتحار. في 16 آب 2013، أُرسلت رسالة كراهية مجهولة إلى والدي طفل توحدي في نيوكاسل، أونتاريو، تحثهم على القتل الرحيم لطفلهم أو الرحيل من المنطقة. وقد أثار الحادث استنكارًا عامًا واسعًا في كندا وعلى المستوى الدولي، مسلطًا الضوء على وصمة العار المستمرة تجاه الأفراد التوحديين.
في تشرين الأول 2018، توفي شخص يبلغ من العمر 21 عامًا من شيربروك، كيبك — يُفترض أنه مصاب بالتوحد ومشخّص بالاكتئاب — منتحرًا بعد محاولات غير ناجحة للحصول على دعم نفسي استمرت 20 شهرًا. وفي فرنسا، تحدّث زوجان من وُوستفيلر علنًا عن الصعوبات التي واجهوها في تأمين الرعاية المناسبة لطفلهما التوحدي ذو الإعاقة الشديدة. وفي آب 2021، وصفا وضعهما بمصطلح "انتحار جماعي مدروس"، في إشارة إلى الأثر النفسي الكبير للقصور المنهجي في توفر الرعاية.
في أيار 2022، أفادت ليندسي بريدجز بانتحار ابنتها التوحدية البالغة من العمر 20 عامًا، بعد أشهر من العزلة والعلاج غير المناسب في أجنحة الطب النفسي في مانشستر، المملكة المتحدة.

## تأثير العنف الجنسي
في حزيران 2021، توفيت فتاة توحدية تبلغ من العمر 12 عامًا في ساوثبورت، إنجلترا، منتحرة بعد تناولها مواد سامة قاتلة. وقد وقعت وفاتها بعد أن رفضت الشرطة المحلية تسجيل شكواها رسميًا بشأن تعرضها لاعتداء جنسي من قبل فتى أكبر منها سنًا.

## تأثير الأدوية

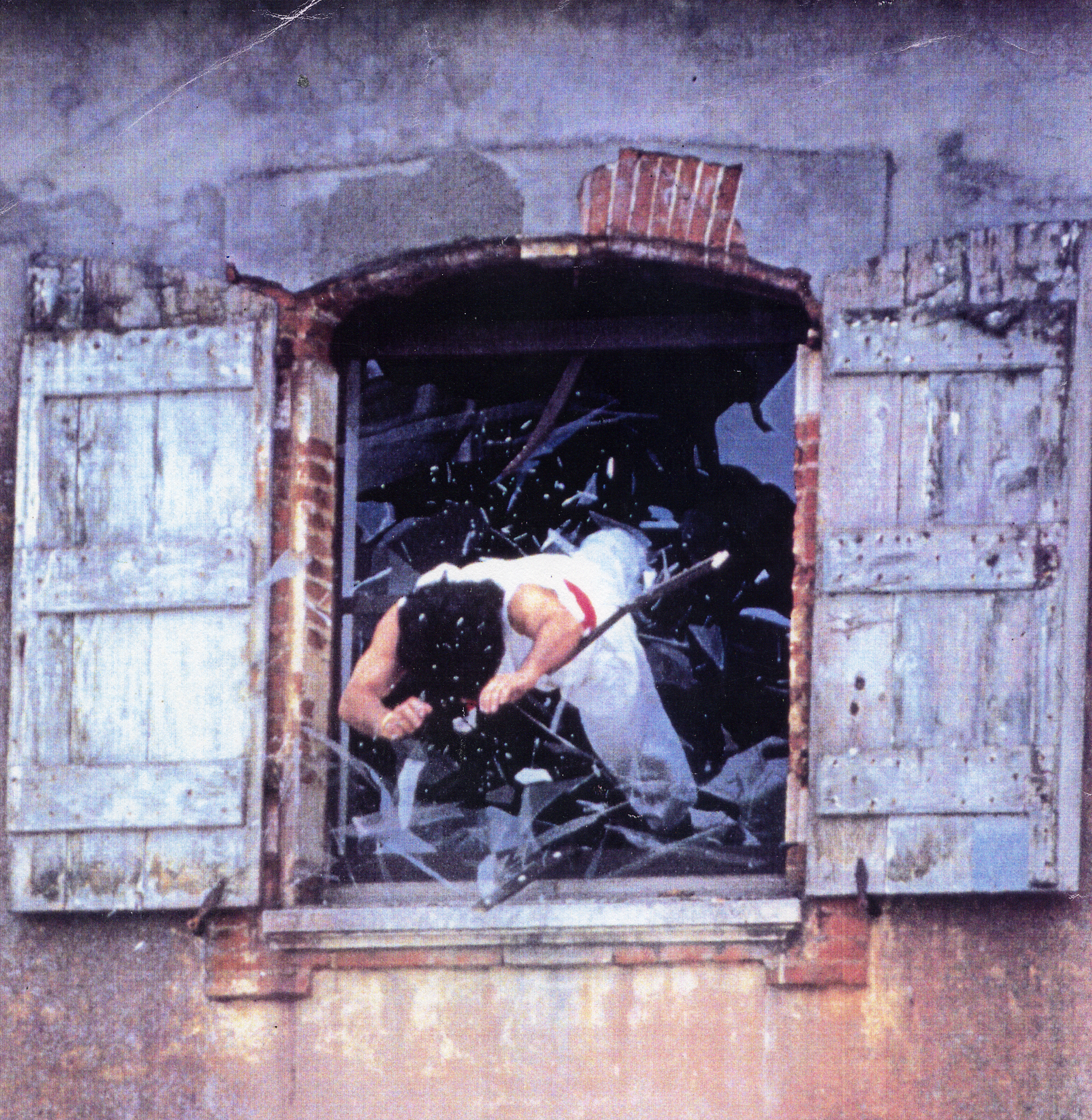
إعادة تمثيل حادثة إلقاء شخص من النافذة بواسطة أحد الممثلين المحترفين.

في عام 2015، توفي ياسين، وهو فتى توحدي يبلغ من العمر 13 عامًا، منتحرًا بعد أن قفز من الطابق العاشر في حي فران-موزان في سان دوني، فرنسا. ولم تُصنّف وفاته في البداية على أنها انتحار، لكن القضية دفعت جمعية "هزم التوحد" إلى إثارة المخاوف بشأن وصف دواء أبيليفاي (أريبيبرازول)، وهو دواء مرتبط بزيادة خطر الانتحار. وقد دفعت هذه المخاوف الوكالة الفرنسية الوطنية لسلامة الأدوية والمنتجات الصحية إلى إصدار تحذير يفيد بأن هذا الدواء غير موصى به للاستخدام في حالات التوحد.

## ردود فعل جمعوية وسياسية
في أيلول 2021، أصدرت الأمم المتحدة بيانًا دعت فيه فرنسا إلى معالجة معدلات الانتحار المرتفعة بين الأفراد التوحديين. وردًا على ذلك، شملت الاستراتيجية الوطنية الفرنسية لعام 2023 الخاصة بالأفراد ذوي الحالات العصبية النمائية تدابير لتكييف خطوط المساعدة ومنصات الدعم في مجال الوقاية من الانتحار لتلبية الاحتياجات الخاصة بالتوحديين.
ومنذ تموز 2021 على الأقل، تنشر الجمعية الوطنية للتوحد في المملكة المتحدة إرشادات للعائلات والمهنيين الصحيين بشأن الوقاية من الانتحار لدى الأفراد التوحديين.
في آب 2023، تدخّلت وحدة شرطة "رايد" في مدينة بوردو، فرنسا، لمنع انتحار رجل مصاب بالتوحد والفصام، بعد مفاوضات استمرت نحو تسعين دقيقة.

## التمثيلات الثقافية
في ألمانيا، نُشرت رواية "ألِه فاربن غراو" (كل الألوان رمادية) في أيلول 2023، مستوحاة من حالة واقعية لمراهق توحدي يُدعى إيميل، يبلغ من العمر 16 عامًا، توفي منتحرًا بعد فترة قصيرة من تشخيصه بالاكتئاب. تسلط الرواية الضوء على غياب الدعم الكافي قبل وفاته، والتي وقعت بعد فترة من اختفائه.
في عام 2022، وخلال ترويجه الإعلامي لكتابه "أهلاً بكم في عالمي"، كشف المتسابق في البرامج الفرنسية والمعلق الإذاعي بول الخراط عن مروره بأفكار انتحارية.

## ملحوظات
1. ↑  The diagnosis of Asperger syndrome has no longer existed since the release of the ICD-11 in 2020.